# Paul Bert
Paul Bert (17 tháng 11 năm 1833 – 11 tháng 11 năm 1886, ở Việt Nam có khi viết là Pôn Be) là một nhà động vật học, sinh lý học, và chính trị gia người Pháp.

## Cuộc đời

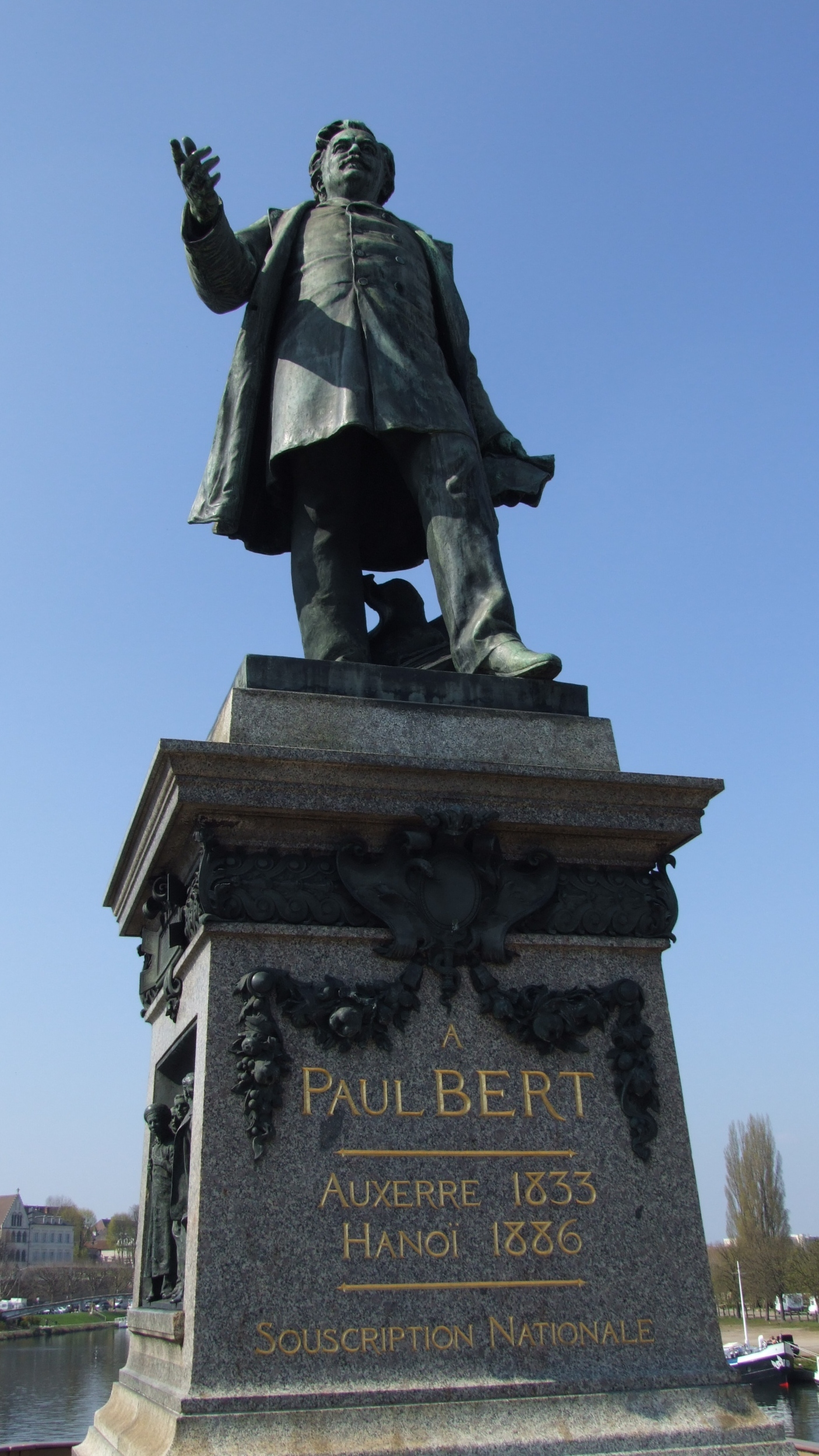
Tượng Paul Bert ở quê hương ông.

Paul Bert sinh ra ở Auxerre (Yonne). Ông nhập học École polytechnique ở Paris với ý định trở thành một kỹ sư; nhưng sau đó ông đã đổi ý, chuyển sang nghiên cứu về luật; rồi cuối cùng, chịu ảnh hưởng của nhà động vật học Louis Pierre Gratiolet (1815–1865), ông đã theo ngành sinh lý học, và trở thành một trong những học trò xuất sắc nhất của Claude Bernard. Sau khi tốt nghiệp với tấm bằng bác sĩ y khoa vào năm 1863, và tiến sĩ khoa học vào năm 1866, ông được mời làm giáo sư môn sinh lý học ở Bordeaux (1866) và Sorbonne (1869).
Sau "Công xã Paris" (1870) ông bắt đầu tham gia hoạt động chính trị và là một người ủng hộ Gambetta. Năm 1874 ông trúng cử đại biểu quốc hội, và tham gia vào nhóm cực tả, vào năm 1876 ông trúng cử vào hạ nghị viện. Ông là một trong những kẻ thù lớn nhất của thuyết giáo quyền, và là một người ủng hộ cuồng nhiệt cho "giải phóng nền giáo dục quốc dân khỏi các giáo phái, và tạo cơ hội cho mọi công dân tiếp cận nó (giáo dục)".
Ông là Bộ trưởng Bộ Giáo dục Pháp từ ngày 14/11/1881 đến 30/01/1882 trong nội các ngắn ngủi của Gambetta, vào năm 1881 ông đã gây căng thẳng ghê gớm khi diễn thuyết về Công giáo ở một nhà hát tại Paris, trong đó ông chế nhạo các cha cố và các dự án tốn kém in ấn và phát hành các sách tôn giáo phát cho các tín đồ ở miền nam Pháp. Đầu năm 1886, ông được bổ nhiệm làm thống sứ An Nam và Bắc Kỳ. Ông mất vì bệnh lỵ tại Hà Nội vào ngày 11 tháng 11 năm đó.

## Sự nghiệp
Ông làm khoa học xuất sắc hơn nhiều so với làm chính trị và quản lý. Công trình nổi tiếng của ông, La Pression barometrique (1878), công bố những nghiên cứu về ảnh hưởng về mặt sinh lý của áp suất không khí, cả trên lẫn dưới mức bình thường, mà nhờ đó ông được Viện hàn lâm Khoa học trao tặng một giải thưởng trị giá 20.000 franc năm 1875. Thuật ngữ "hiệu ứng Paul Bert" được giới khoa học đặt ra và sử dụng để mô tả trạng thái mất tỉnh táo do nitơ trong điều kiện cao áp (hyperbaric).
Những công trình nghiên cứu ban đầu của ông, cung cấp cho ông tư liệu để thực hiện hai luận án tiến sĩ, tập trung vào lĩnh vực cấy ghép động vật và sự cần thiết của mô động vật. Những nghiên cứu về sinh lý học tiếp theo tập trung vào tác động của các loại hóa chất, về thuốc gây tê, về hô hấp và ngạt, và về các nguyên nhân của sự thay đổi của màu sắc ở tắc kè hoa, v.v...
Ông cũng quan tâm đến sinh lý học thực vật, và đặc biệt tìm hiểu cử động của các loài thực vật nhạy cảm, và ảnh hưởng về ánh sáng của các màu sắc khác nhau tới cuộc sống của thảm thực vật. Khoảng sau năm 1880, ông đã viết một số sách giáo khoa tiểu học giảng dạy khoa học, và cũng có nhiều ấn phẩm về các chủ đề giáo dục và chủ đề liên quan.
Ông đã viết cùng Raphael Blanchard một hướng dẫn giảng dạy rất thành công - Éléments de zoologie G. Masson (Paris), 1885.

## Di sản

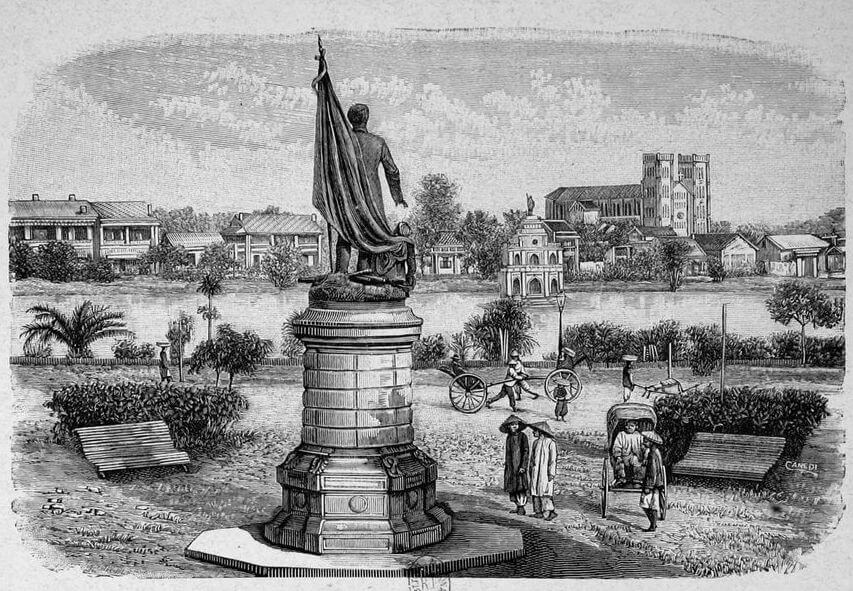
Bản phác họa tượng Paul Bert từng ở vị trí mà nay là Vườn hoa Lý Thái Tổ

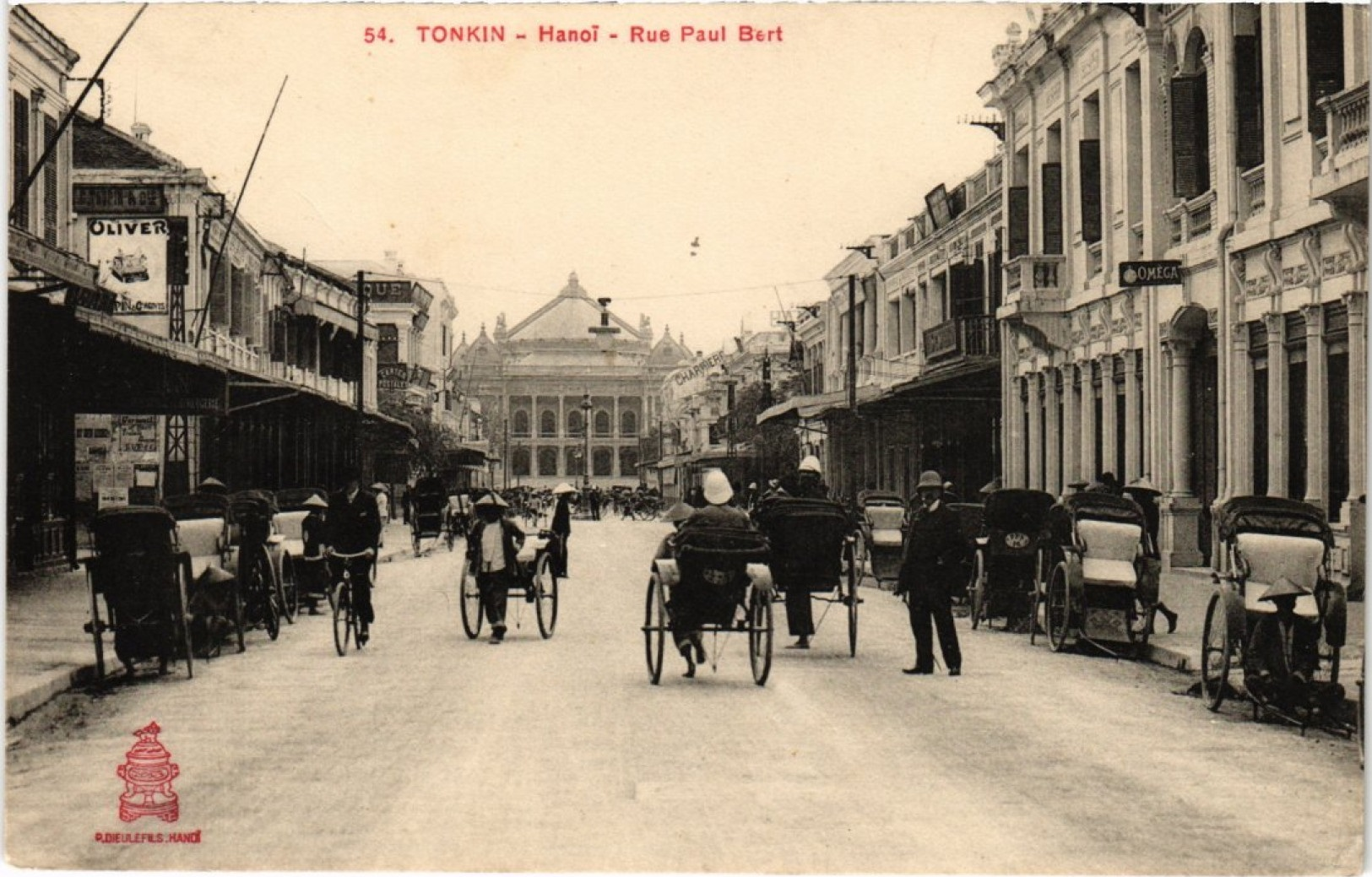
Rue Paul Bert (phố Paul Bert) ở Hà Nội, nay là phố Tràng Tiền.

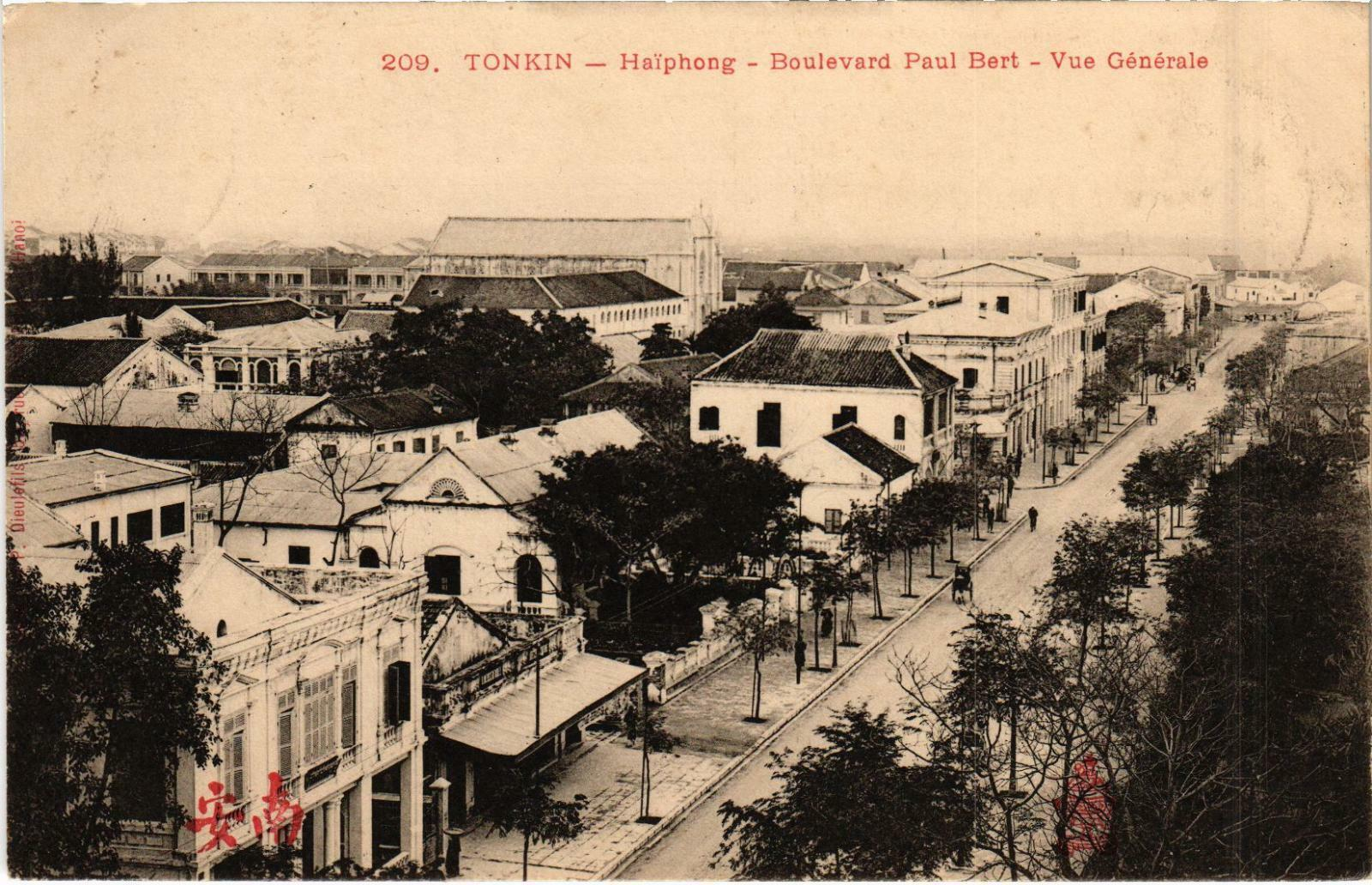
Boulevard Paul Bert ở Hải Phòng, nay là phố Điện Biên Phủ.

Chính quyền thực dân Pháp ở Đông Dương đã xây dựng một vườn hoa ở Hà Nội mang tên ông, vườn hoa Paul Bert, ở đó có đặt tượng ông (tượng Paul Bert gửi từ Pháp sang thay thế cho tượng thần Tự do). Dưới thời Đế quốc Việt Nam, Đốc lý (thị trưởng) Hà Nội là Trần Văn Lai đã cho giật đổ tượng Paul Bert đó. Vườn hoa Paul Bert sau này được đổi tên thành Vườn hoa Lý Thái Tổ. Tượng Paul Bert cuối cùng bị nấu chảy để góp đồng đúc tượng Phật ở Ngũ Xã.
Đồng thời, chính quyền thực dân còn đặt tên ông cho một số con phố ở Hà Nội (phố Tràng Tiền ngày nay), Hải Phòng (nay là phố Điện Biên Phủ), Nam Định (nay là phố Trần Hưng Đạo), Huế (nay là phố Trường Tiền), Đà Nẵng (nay là phố Nguyễn Du), Sài Gòn (nay là đường Trần Quang Khải). Một trường học ở Hà Nội mang tên Paul Bert này là trường Trưng Vương ở phố Hàng Bài.